# Bayern-Ticket

Németország tartományai

A Bayern-Ticket Németországban a Deutsche Bahn által kínált vasúti kedvezmény. Tulajdonosa egy napon keresztül ingyen veheti igénybe Bajorország teljes vasúthálózatán a regionális vonatokat (magántársaságok járatait is), a müncheni S-Bahnt és a nürnbergi S-Bahnt, továbbá a tartományban közlekedő buszokat. Az alapjegy csak másodosztályra érvényes, korlátlan átszállással, hétfőtől péntekig reggel kilenctől másnap reggel hajnali háromig. IC, ICE, EuroCity, EuroNight járatokon és más távolsági vonatokon nem vehetők igénybe.
Továbbá a jegy érvényes néhány Bajorországon kívüli városba is, mint például Salzburg, Kufstein, Ulm és Bázel.

## Története
1997-ben lett bevezetve, majd 2003-ban jelent meg a Bayern-Ticket Single, 2005 decemberében pedig a Bayern-Ticket Nacht. A jegyeket gyakran elfogadják még a különböző német kulturális rendezvények szervezői is. 2005 tavaszán több mint 100 rendezvényen lehetett vele kedvezményt igénybe venni. 1997-ben 335 000 jegyet adtak el Bajorországban, 1998-ban mintegy 627 000-et. 2010 júniusáig 30 millió jegy kelt el. A jegy hatalmas népszerűségre tett szert, a 2010-es években a DB legnépszerűbb jegye volt.

## Változatok
Az árakat az alábbi táblázat foglalja össze (2023-as menetrendi év tarifái euróban).
| Jegy                          | egy főre | két főre | három főre | négy főre | öt főre |
| ----------------------------- | -------- | -------- | ---------- | --------- | ------- |
| Bayern-Ticket                 | 29       | 39       | 49         | 59        | 69      |
| Bayern-Ticket 1. Klasse       | 41,50    | 63,50    | 85,50      | 107,50    | 129,50  |
| Bayern-Ticket-Nacht           | 27       | 34       | 41         | 48        | 55      |
| Bayern-Ticket-Nacht 1. Klasse | 38,50    | 56,50    | 74,50      | 92,50     | 110,50  |

- Bayern-Ticket 2. Klasse - maximum egy fő utazásához. Ára csak másod osztályra automatából vásárolva 29 euró, pénztárnál vásárolva 31 euró, maximum öt fő együtt utazásához személyenként további 10 eurót kell fizetni. Reggel 9-től másnap hajnali 3-ig használható. Hétvégén és ünnepnapokon korlátozás nélkül, egész nap érvényes.[2]
- Bayern-Ticket 1. Klasse - maximum egy fő utazásához. Ára első osztályra automatából vásárolva 41,5 euró, pénztárnál vásárolva 43,5 euró, maximum öt fő együtt utazásához személyenként további 22,5 eurót kell fizetni. Reggel 9-től másnap hajnali 3-ig használható. Hétvégén és ünnepnapokon korlátozás nélkül, egész nap érvényes.[2]
- Bayern-Ticket Nacht - maximum egy fő utazásához. Ára csak másodosztályra automatából vásárolva 27 euró, pénztárnál vásárolva 29 euró, maximum öt fő együtt utazásához személyenként további 7 eurót kell fizetni. 18 órától másnap reggel 6 óráig használható.[3]

### Megszűnt változat
- Hopper-Ticket Bayern - maximum egy fő részére 50 km távolságra és vissza. Ára csak másod osztályra automatából vásárolva 13 euró, pénztárnál vásárolva 15 euró.[4]

## Hasonló kedvezmények
Az alábbi jegyek szintén csak egy-egy német tartományban érvényesek, hasonló feltételekkel, mint a Bayern-Ticket:
- Baden-Württemberg-Ticket - Baden-Württemberg tartományban való utazáshoz[5]
- Berlin und Brandenburg-Ticket - Berlin és Brandenburg tartományokban való utazáshoz[6]
- Hessen-Ticket - Hessen tartományban való utazáshoz[7]
- Mecklenburg-Vorpommern-Ticket - Mecklenburg-Elő-Pomeránia tartományban való utazáshoz[8]
- Saarland-/Rheinland-Pfalz-Ticket - Saar-vidék és Rajna-vidék-Pfalz tartományokban való utazáshoz[9]